# 山口泰輝
山口 泰輝（やまぐち たいき、2001年11月17日 - ）は、ジャパンラグビーリーグワンレッドハリケーンズ大阪に所属するラグビー選手。

## プロフィール
- 長崎県長崎市出身[1]。
- ポジションはフルバック(FB)。
- 身長 176 cm、体重 90 kg

## 略歴
2020年、長崎北陽台高校卒業後、帝京大学に入学。なお長崎北陽台高校時代、高校日本代表に選ばれたことがある。
2023年、帝京大学ラグビー部の副将に就任。
2024年、レッドハリケーンズ大阪に加入。同年4月19日に行われたJAPAN RUGBY LEAGUE ONE DIVISION 2、4〜6位順位決定戦第1節日本製鉄釜石シーウェイブス戦にて先発出場でリーグワン公式戦初出場を果たした。
2024年12月22日、リーグワン2024-25シーズン第1節（NECグリーンロケッツ東葛戦）でレギュラーシーズン先発デビュー。プレーヤー・オブ・ザ・マッチに選ばれた。